# نمس مطوق
النمس المطوق (الاسم العلمي Herpestes semitorquatus)، نوع من جنس النمس وفصيلة السموريات. يوجد في بروناي وإندونيسيا وماليزيا.

## النويعات
- H. semitorquatus semitorquatus
- H. s. uniformis'